# Övre Fulusjön
Övre Fulusjön är en sjö i Älvdalens kommun i Dalarna och ingår i Dalälvens huvudavrinningsområde. Sjön har en area på 0,481 kvadratkilometer och ligger 661,1 meter över havet. Sjön avvattnas av vattendraget Fulan.

## Delavrinningsområde
Övre Fulusjön ingår i det delavrinningsområde (686006-132723) som SMHI kallar för Utloppet av Övre Fulusjön. Medelhöjden är 672 meter över havet och ytan är 3,99 kvadratkilometer. Det finns inga avrinningsområden uppströms utan avrinningsområdet är högsta punkten. Fulan som avvattnar avrinningsområdet har biflödesordning 3, vilket innebär att vattnet flödar genom totalt 3 vattendrag innan det når havet efter 546 kilometer. Avrinningsområdet består mestadels av skog (60 procent) och sankmarker (14 procent). Avrinningsområdet har 0,6 kvadratkilometer vattenytor vilket ger det en sjöprocent på 15 procent.